# Robert Griffin III
Robert Griffin III (Okinawa, 12 februari 1990) is een Amerikaans American football-quarterback die momenteel clubloos is. Hij werd in 2012 als tweede gekozen in de NFL Draft. Hij speelde College football voor de Baylor universiteit, Griffin won daar in 2011 de Heisman Trophy.

## Jeugd
Griffin werd geboren in Japan, doordat zijn ouders daar gestationeerd waren als militair. Het gezin woonde daarna in verschillende steden in Amerika maar vestigde zich uiteindelijk in Copperas Cove, Texas.
Griffin speelde op de middelbare school drie sporten: basketbal, American football en atletiek. Hij was twee seizoenen lang de startende quarterback. Tijdens zijn juniorseizoen, passte hij voor 2,001 yards en 25 touchdowns en maar 2 intercepties, hij had ook nog eens 876 rushing yards en 8 touchdowns. In zijn seniorseizoen eindigde Copperas Cove met een 13–2-record, maar ze verloren het staatskampioenschap. In twee seizoenen had Griffin een totaal van 2,161 rushing yards en 32 touchdowns, terwijl hij 3.357 passing yards en 41 touchdowns had. Ook gooide hij 9 intercepties.

## Universitaire carrière
Griffin kreeg een studiebeurs aangeboden door de Bayloruniversiteit. Hij ging tevens American football spelen voor de Baylor Bears, het team van de universiteit. Griffin slaagde eerder dan zijn meeste klasgenoten en begon dus al in de lente met lessen op de Bayloruniversiteit.
In zijn freshmanseizoen startte hij in elf van de twaalf wedstrijden. Griffin kreeg in zijn freshmanseizoen veel lof van andere coaches; hij werd verkozen tot Big 12 Freshman of the Year. Het team eindigde echter met een 4–8-teamrecord (een 2–6-record in de Big 12-conferentie).
In zijn sophomore-seizoen raakte Griffin geblesseerd en moest hij het hele jaar vanaf de zijlijn toekijken. Griffin kreeg een red shirt toegekend, hij was dus voor het volgende seizoen een red-shirt sophomore. Het team eindigde het seizoen voor een tweede maal met een a 4–8-record (2–6 Big 12).
In zijn derde jaar als red-shirt sophomore werd Griffin gekozen als de startende quarterback. De verwachtingen voor het team waren niet hoog omdat het al twee jaar achtereen een 4-8-record had neergezet. Het team speelde dat jaar echter boven verwachting en eindigde met een 10-6-record. Vanwege zijn goede prestaties won Griffin de Heisman Trophy. Griffin werd tevens de eerste speler sinds Tim Tebow in 2007 die de Heisman won en niet in het nationale kampioenschap speelde.
In december 2010 behaalde Griffin zijn Bachelor of Arts met een gemiddelde van 3,67. Hij behaalde zijn master in communicatie een jaar later, in 2011. Op 11 januari 2012 stelde Griffin zich officieel verkiesbaar voor de 2012 NFL Draft.

## Professionele carrière
Griffin werd in 2012 als tweede gekozen in de draft door de Washington Redskins.
In zijn eerste seizoen in de NFL maakte Griffin veel indruk, hij verbrak meerdere records en leidde de Redskins in zijn eerste seizoen al naar de playoffs. Op 9 september 2012 werd Griffin de eerste startende quarterback in de NFL wie geboren was in de jaren 90.
Griffin zette records zoals: hoogste pass gemiddelde van een rookie quarterback (102.4) en hoogste touchdown tegen interceptie ratio (4:1) (Beide zijn in 2016 verbroken door Dak Prescott). Griffin leidde het team naar hun eerste play-off verschijning sinds het 2007 seizoen.
Op 26 december 2012 werd Griffin verkozen om in de Pro Bowl te spelen. echter door blessures aan zijn knie die hij opliep in de play-off wedstrijd tegen de Seattle Seahawks kon hij niet meedoen, hij werd vervangen door Drew Brees. Griffin won ook de Rookie of the Year Award.
In 2013 ontstond er veel controverse over de status van Griffin, de blessure die hij had opgelopen tegen de Seahawks was erger dan gedacht en het revalideren verliep moeizaam, Griffin speelde in geen enkele pre-season wedstrijd maar coach Shanahan besloot om hem toch te laten starten in week 1 van het 2013 seizoen, Shanahan kreeg veel kritiek omdat het niet zeker was dat Griffin gezond genoeg was om te starten, Griffin startte in de wedstrijd, de Redskins verloren deze wedstrijd. Griffin speelde een matig seizoen en rende veel minder dan voor de blessure, Griffin werd de laatste 3 wedstrijden van het seizoen op de bank gezet en back-up Kirk Cousins mocht starten.
In 2014 was Griffin weer de startende quarterback, hij raakte echter zwaar geblesseerd in week 2 van het 2014 seizoen. Griffin kwam terug in week 9 en speelde daarna 7 wedstrijden als de startende quarterback. Griffin won 2 wedstrijden en verloor er 5. De Redskins eindigden met een 4–12 record en bezetten de laatste plaats in hun divisie.
In 2015 werd bekend dat Kirk Cousins de vaste quarterback zou zijn, Griffin moest plaats nemen op de bank en hoefde het gehele seizoen niet in actie te komen, Griffin besloot om van positie te wisselen en als Safety te gaan spelen op de training maar dit liep echter op niets uit. Griffin eindigde uiteindelijk als derde quarterback op de depth-chart.
In 2016 werd Griffins contract ontbonden en kon hij op zoek naar een nieuwe club.
Op 24 maart 2016, tekende hij een 2-jarig contract bij de Cleveland Browns die op zoek waren naar een capabele quarterback Op 8 augustus benoemde coach Hue Jackson hem tot de startende quarterback, Griffin raakte in week 1 van het 2016 seizoen alweer geblesseerd, dit keer aan zijn schouder. Griffin keerde in week 14 terug.
Griffin speelde in vijf wedstrijden in 2016, hij had 87 succesvolle passes, hij verzamelde 886 yards en scoorde 2 touchdowns, hij gooide echter 3 intercepties. Ook had hij 190 rushing yards en twee touchdowns.
Op 10 maart 2017 werd bekend dat de Cleveland Browns het contract van Griffin hadden ontbonden, hierdoor kreeg Griffin de status van Free Agent.
Vanaf het seizoen 2021-2022 is Griffin regelmatig te zien als verslaggever bij het College Football.